# Tathicarpus
Tathicarpus is een monotypisch geslacht van straalvinnige vissen uit de familie van voelsprietvissen (Antennariidae).

## Soort
- Tathicarpus butleri Ogilby, 1907